# 新斯維特 (赫梅利尼茨基州)
49°15′58″N 26°39′46″E / 49.26611°N 26.66278°E
新斯維特（烏克蘭語：Новий Світ）是位於烏克蘭西部的村莊，由赫梅利尼茨基州裡赫梅利尼茨基區的霍羅多克市鎮負責管轄。該村始建於1914年，面積1.6平方公里，海拔高度297米，2001年人口295，人口密度每平方公里184.4人。